# Długoryjek
Długoryjek (Choeroniscus) – rodzaj ssaków z podrodziny jęzorników (Glossophaginae) w obrębie rodziny liścionosowatych (Phyllostomidae).

## Rozmieszczenie geograficzne
Rodzaj obejmuje gatunki występujące od Meksyku przez Amerykę Centralną i Południową do Boliwii.

## Morfologia
Długość ciała (bez ogona) 52–70 mm, długość ogona 4–11 mm, długość ucha 7–17 mm, długość tylnej stopy 6,8–11 mm, długość przedramienia 26,5–41,2 mm; masa ciała 5–14 g.

## Systematyka
Rodzaj zdefiniował w 1928 roku angielski zoolog Oldfield Thomas w artykule zatytułowanym Nowy rodzaj i gatunek jęzornika, z podziałem na podrodzaj Choeronycteris, opublikowanym w czasopiśmie „The Annals and magazine of natural history”. Gatunkiem typowym jest (oryginalne oznaczenie) długoryjek mały (Ch. minor).

### Etymologia
Choeroniscus (Cheroniscus): gr. χοιρος khoiros ‘świnia’; łac. przyrostek zdrabniający -iscus. 

### Podział systematyczny
Do rodzaju należą następujące gatunki:
| Grafika | Gatunek               | Autor i rok opisu     | Nazwa zwyczajowa     | Podgatunki         | Rozmieszczenie geograficzne | Podstawowe wymiary                                          | Status IUCN |
| ------- | --------------------- | --------------------- | -------------------- | ------------------ | --- | ----------------------------------------------------------- | ----------- |
|         | Choeroniscus godmani  | (O. Thomas, 1903)     | długoryjek dżunglowy | gatunek monotypowy | zachodni i południowy Meksyk (z Sinaloą i Veracruz) na południe do środkowej Kolumbii, Wenezuela, region Gujana i północna Brazylia (zachodnia Pará); zakres wysokości: 0–1400 m n.p.m.                        | DC: 5,3–6,5 cm DO: 0,7–1,1 cm DP: 3,2–3,5 cm MC: 5–8 g      | LC          |
|         | Choeroniscus minor    | (W.C.H. Peters, 1868) | długoryjek mały      | gatunek monotypowy | wschodnia Kolumbia, wschodnia Wenezuela, Trynidad i Tobago (Trynidad), region Gujana, oba zbocza Andów w zachodnim Ekwadorze i Peru, Nizina Amazonki w Brazylii i Boliwii; zakres wysokości: 150–1030 m n.p.m. | DC: 5,2–6 cm DO: 0,4–1,1 cm DP: 2,6–3,8 cm MC: 7–12 g       | LC          |
|         | Choeroniscus periosus | Handley, 1966         | długoryjek duży      | gatunek monotypowy | pacyficzne niziny w zachodniej Kolumbii (Chocó na południe do Nariño) i północno-zachodnim Ekwadorze (Esmeraldas); zakres wysokości: 0–400 m n.p.m.                                                            | DC: około 7 cm DO: 0,8–1 cm DP: około 14 cm MC: brak danych | VU          |

Kategorie IUCN:  LC  – gatunek najmniejszej troski,  VU  – gatunek narażony.